# Балатон (језеро)
Балатон (мађ. Balaton, лат. Lacus Pelso, срп. Блатно језеро, словен. Blatenské jazero) је највеће језеро у средњој Европи, и налази се у Мађарској. Река Зала је највећа утока језера а канализован Шио је једина отока из језера.
Са површином од 592 km², дужином од 77 km и ширином од 4 до 14 km, језеро се налази на 104 метара надморске висине, са највећом дубином од 12,2 m (просечна дубина је 3,2 m). 

## Име
Постоји неколико варијанти о пореклу имена Балатон (мађ. Balaton). 
- Описни превод би дао значење „Блатно језеро”, што даје прилог тези да име потиче од словенске речи блато. Међутим Бала (мађ. Bala) нема више никакво значење у модерном мађарском језику, док тон (мађ. ton), има значење „на језеру”.

- За време Римског царства језеро се звало Плитко језеро (лат. Lacus Pelso), док су Немци користили назив, које има исто значење као и на латинском језику.

## Клима
Језеро Балатон, са повећаним атмосферским падавинама, утиче на климу околине; има више облачних дана, мању варијацију температуре него остали део Мађарске. Током зиме површина језера је обично замрзнута. 
Туризам је веома развијен, највећи промет је од јуна до септембра, где је просечна температура воде 25 °C. За време јачих зима организује се пецање на леду и тако продужава туристичка сезона.
- Мапа Балатона
- Сателитски снимак Балатона
- Зала притока Балатона

## Насеља уз Балатон

### Северна страна
Од истока ка западу:
Балатонфекајар (Balatonfőkajár) - Балатонакаратја - Балатонкенеше (Balatonkenese) - Балатонфизфе (Balatonfűzfő) - Балатоналмади (Balatonalmádi) - Алшоерш (Alsóörs) - Палознак (Paloznak) - Чопак (Csopak) - Арач (Arács) - Балатонфиред (Balatonfüred) - Тихањ (Tihany) - Асофе (Aszófő) - Ервењеш (Örvényes) - Балатонудвари (Balatonudvari) - Февењеш (Fövenyes) - Балатонакали (Balatonakali) - Занка (Zánka) - Балатонсепезд (Balatonszepezd) - Сепездфирде (Szepezdfürdő) - Ревфилеп (Révfülöp) - Палкеве (Pálköve) - Абрахамхеђ (Ábrahámhegy) - Балатонрендеш (Balatonrendes) - Бадачоњтомај (Badacsonytomaj) - Бадачоњ (Badacsony) - Бадачоњтеремиц (Badacsonytördemic) - Сиглегет (Szigliget) - Балатонедерич (Balatonederics) - Балатонђерек (Balatongyörök) - Воњарцвашхеђ (Vonyarcvashegy) - Ђенешдиаш (Gyenesdiás) - Кестхељ (Keszthely).

### Јужна страна
Од истока ка западу:
Балатонакаратја - Балатоналига (Balatonaliga) - Балатонвилагош (Balatonvilágos) - Шошто (Sóstó) - Сабадифирде (Szabadifürdo) - Шијофок (Siófok) - Сеплак (Széplak) - Замарди (Zamárdi) - Сантоди (Szántód) - Балатонфелдвар (Balatonföldvár) - Балатонсарсо (Balatonszárszó) - Балатонсемеш (Balatonszemes) - Балатонлеле (Balatonlelle) - Балатонбоглар (Balatonboglár) - Фоњод (Fonyód) - Белателеп (Bélatelep) - Балатонфењвеш (Balatonfenyves) - Балатонмаријафирде (Balatonmáriafürdő) - Балатонкерестур (Balatonkeresztúr) - Балатонберењ (Balatonberény) - Фенекпуста (Fenékpuszta)

## Историја и занимљивости
- Битка под именом Балатонска офанзива се одиграла током Другог светског рата. Битка је била контраофанзива Немачке 6. СС Панцир дивизије против надолазеће Црвене армије. Одиграла се између 6. и 16. марта 1945. године и резултовала је победом Црвене армије.
- Неколико Иљушина је нађено и извучено из језера, што је остатак из времена комунистичке Мађарске.

## Галерија
- Балатон, плажа
- Балатон, мотив
- Трајект на Балатону
- Балатон, лука
- Залазак сунца на Балатону
- Балатон ноћу
- Балатон из ваздуха